# Seven Knights
Seven Knights (coréen : 세븐나이츠 ; RR : Sebeun Naicheu, japonais : セブンナイツ, Rōmaji : Sebun Naitsu) est un jeu vidéo de rôle en ligne free-to-play créé par Netmarble. Il est sorti pour les appareils Android et iOS en mars 2014 en Corée du Sud et en février 2016 au Japon. Un second opus est sorti en 2020.
Une adaptation en série télévisée animée par Liden Films et DOMERICA, intitulée Seven Knights Revolution: Hero Successor, est diffusée du 5 avril au 21 juin 2021. 

## Prémisse
Il y a longtemps, la déesse maléfique Nestra et son culte, Physis, ont tenté de détruire le monde jusqu'à ce qu'ils soient arrêtés par les Sept Chevaliers, des guerriers choisis par la déesse Serrass. Des générations plus tard, les Sept Chevaliers sont vénérés comme des héros par l'Académie Granseed, une institution qui forme la prochaine génération de guerriers. Le conseil des étudiants de Granseed est la prochaine génération de Sept Chevaliers, et ils canalisent le pouvoir des héros originaux par le processus de Succession, qui lie l'âme du héros actuel à l'âme du héros original avec une carte spéciale. Cette nouvelle génération de Sept Chevaliers entre en conflit avec Physis, qui étend une fois de plus son influence sur le monde. 